# エドワード・ケイヴ

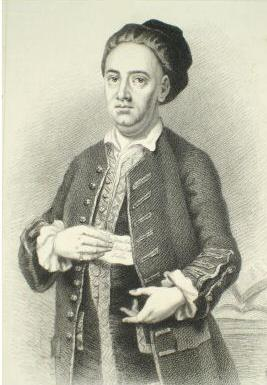
フランシス・ケイトが描いたエドワード・ケイヴの肖像画。エドワード・スクライブが版画にしたもの。1740年頃。

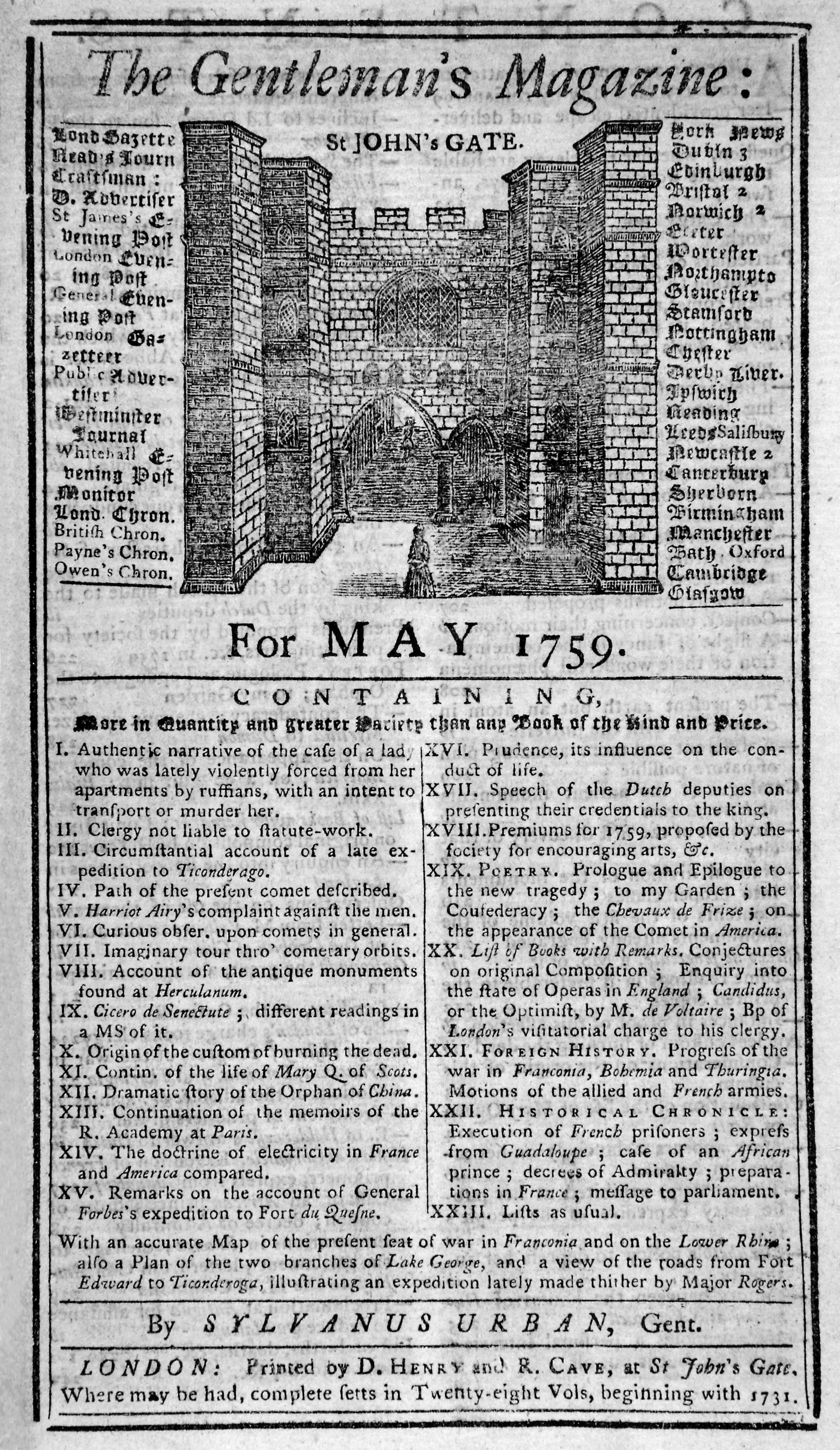
1759年5月のザ・ジェントルマンズ・マガジン

エドワード・ケイヴ（英語: Edward Cave、1691年2月27日 - 1754年1月10日）は、イギリスの印刷業者、編集者にして出版業者。「ザ・ジェントルマンズ・マガジン」(The Gentleman's Magazine)という、今日的な意味での世界最初の雑誌を発刊したことで知られている。
ケイヴは、靴屋の息子として、ウォリックシャーのラグビーの近郊、ニュートンに生まれ、そこのグラマー・スクールに学んだ。しかし、彼は校内での盗みを校長から厳しく糾弾され、挙句の果てに放校処分になった。その後彼は材木商、記者、印刷屋などといった様々な仕事を経験する。そこで彼は、教育を受けた人たちが興味を持つような話題を、商売から文学に至るまで毎日トピックスを掲載する雑誌を出して見てはどうだろうかと思いつき、ロンドンの印刷屋や本屋にやってみないかと打診した。しかしだれも興味を示さなかったので、ケイヴは自分自身で手掛けることにした。「ザ・ジェントルマンズ・マガジン」は、1731年に発刊され、瞬く間に当時もっとも影響力のある、そしてもっとも模倣された雑誌となった。この雑誌はケイヴにも大きな財産をもたらした。
ケイヴは、目先の効く商売人でもあった。彼は全精力を雑誌に傾注し、クラーケンウェルのセント・ジョンズ・ゲイトにあった彼の事務所をほとんど空けるということはなかった。彼は数多くの寄稿者を使い、その中でも最も有名だったのが、かのサミュエル・ジョンソンである。ジョンソンは、常に長年にわたり彼の主たる雇用主となってくれたケイヴに感謝していた。またケイヴは、自分でもシルバヌス・アーバンの名で、雑誌にいくつかの記事を寄稿していた。
彼は、ルイス・ポールから、250台の軸紡績機（roller-spinning machine）のための免許を取得している。これは、水紡績機の前身である。1742年、彼はノーザンプトンの大理石の加工工場を買収し、これを綿紡績工場に作り替えた。これがおそらく世界初の水力による紡績工場だと思われる。この工場はおそらく利益が上がったものと思われるが、「ごく控えめに言って利益が出る」といったレベルのものであった。この工場は1761年（あるいは、それ以後間もなく）閉鎖された。
ケイブは痛風を患っており、1754年に死去。クラーケンウェルのセント・ジェームス教会に埋葬された。